# Giuseppe Martucci
Giuseppe Martucci, né à le 6 janvier 1856 à Capoue et mort à le 1er juin 1909 à Naples, est un compositeur, chef d'orchestre, professeur et pianiste italien de la seconde moitié du XIXe et de la première décennie du XXe siècle.

## Biographie
De son père trompettiste, Giuseppe Martucci apprend les rudiments de la musique. Enfant prodige, il se produit au piano dès l'âge de dix ans. Il va fréquenter le conservatoire de Naples tout au long de sa vie, d'abord en tant qu'étudiant (dès onze ans) dans les classes de piano et de composition, puis comme professeur de piano dès 1880 et enfin comme directeur à partir de 1902.
Parmi les élèves prestigieux de Martucci figurent Ottorino Respighi, Guido Alberto Fano. 
Au piano, il se produit dans toute l'Europe après une première tournée au Royaume-Uni à seulement 19 ans. Son talent est alors admiré par Franz Liszt et Anton Rubinstein. Cependant, il va rapidement délaisser ce rôle de soliste pour une carrière de chef d'orchestre. Il dirige ainsi, à partir de 1877 l'orchestra Napoletana nouvellement créé. Il devient successivement le directeur du Liceo musicale de Bologne en 1886, puis du conservatoire de Naples en 1902.
À ce poste, il permet l'introduction des opéras de Richard Wagner en Italie, en dirigeant notamment la première italienne de Tristan et Isolde en 1888. Il défend également la musique de ses contemporains, avec des programmes originaux regroupant des œuvres de compositeurs d'un groupe de nations cohérent, par exemple la musique allemande et hongroise (Johannes Brahms, Karl Goldmark, Franz Liszt…), française (Vincent d'Indy, César Franck, Édouard Lalo…), ou britannique (Arthur Sullivan, Charles Villiers Stanford, Alexander Mackenzie…).

## Œuvres
Il est l'un des rares compositeurs italiens de sa génération à ne pas avoir écrit d'opéra, se concentrant sur la musique instrumentale : musique de chambre, œuvres pour piano et pages pour orchestre ; il a cependant aussi composé un oratorio, Samuel, une Messa di Gloria (pour voix & orchestre) ainsi que plusieurs recueils de mélodies pour une voix et piano.
Sa musique, qui porte notamment les influences de Brahms et Schumann voire Wagner, a été soutenue avec constance par le chef d'orchestre Arturo Toscanini. Gian Francesco Malipiero a vu dans la seconde symphonie de Martucci « le début du renouveau de la musique italienne non lyrique ».

### Musique de chambre
- Sonate pour violon & piano, op. 22 (1874)
- Quintette avec piano, op. 45 (joué en 1878)
- Sonate pour violoncelle & piano, op. 52 (1880)
- Trio avec piano no 1 en ut majeur, op. 59 (1882)
- Trio avec piano no 2 en mi bémol majeur, op. 62 (1883)
- 3 pièces pour violon & piano, op. 67 (1886)
- 3 pièces pour violoncelle & piano, op. 69 (1888)
- 2 romances pour violoncelle & piano, op. 72 (1890)

### Concertos pour piano
- Concerto pour piano no 1 en ré mineur, op. 40 (1878)
- Concerto pour piano no 2 en si bémol mineur, op. 66 (1884-85), créé en 1886 à Naples par le compositeur et inclus dans le répertoire d'Arturo Toscanini

### Symphonies
- Symphonie no 1 en ré mineur, op. 75 (1895)
- Symphonie no 2 en fa majeur, op. 81 (1904)

### Autres œuvres orchestrales
- Canzonetta, op. 55 no 1 (1883)
- Gavotta, op. 55 no 2 (1888)
- Serenata pour piano (ou orchestre), op. 57 no 1 (1886)
- Minuetto, op. 57 no 2 (1880)
- Momento musicale, op. 57 no 3 (1883)
- Giga, op. 61 (1882)

### Autres œuvres
- Sonates pour orgue (1879) et 65 pièces pour piano
- Cycles pour voix et piano (ou orchestre), dont La Canzone dei Ricordi (composée en 1886-87 d'après des poèmes de Rocco Pagliara) son œuvre majeure,
- Nocturnes pour piano, op. 70,
- Capriccio e Toccata, op. 77.

### Ouvrages généraux
- Theodore Baker et Nicolas Slonimsky (trad. de l'anglais par Marie-Stella Pâris, préf. Nicolas Slonimsky), Dictionnaire biographique des musiciens [« Baker's Biographical Dictionary of Musicians »], t. 2 : H-O, Paris, Robert Laffont, coll. « Bouquins », 1995 (réimpr. 1905, 1919, 1940, 1958, 1978), 8e éd. (1re éd. 1900), 4728 p. (ISBN 2-221-06787-8), p. 2637
- Paul Pittion, La Musique et son histoire : tome II — de Beethoven à nos jours, Paris, Éditions Ouvrières, 1960, 574 p..

### Monographies
- (it) L. Torchi, Giuseppe Martucci, dans : Rivista Musicale Italiana, XVI, 1909, 660 (nécrologie)
- (it) C. Clausetti, Giuseppe Martucci, dans : Ars et labor, LXIV, Milan, 1909, 512
- (it) R. Pratti, Giuseppe Martucci, Turin, 1914
- A. Ferraris, Giuseppe Martucci sinfonista europeo, 2010, Casa Musicale Eco, Monza.
- (en) J.C.G. Waterhouse, Giuseppe Martucci reconsidered, dans : Ricordiana, X/4, Londres, 1965, 4.